# فورونكيف (كيييفسكا)
فورونكيف (Вороньків) هي مدينة في مقاطعة كيييفسكا في أوكرانيا.